# Corroyage
Le corroyage, du verbe corroyer (ou baudroyeur en vieux langage) qui signifie « apprêter, préparer » peut désigner un ensemble d'opérations techniques dans diverses branches de métiers.

## Peausserie
Le corroyage du cuir (ou hongroyage), est un ensemble d'opérations de finissage, couramment pratiqué pour la cordonnerie. Ces opérations sont effectuées après le tannage, à l'aide d'outils spéciaux : bigorne (sorte de marteau), butoir, couteau à revers, demi-rond, drayoire, étire, lunette, marguerite ou paumelle, paroir. Elles affectent les propriétés chimiques et mécaniques du cuir : assouplissement, finissage de surface.
Le cuir peut ainsi subir les traitements suivants :
- un essorage, qui permet d'enlever une quantité d'eau dans les peaux tannées pour pouvoir manipuler les cuirs ;
- un tri : les cuirs sont classés en fonction des défauts de surface ;
- la refente et le dérayage : le cuir est aminci pour avoir l’épaisseur souhaitée ;
- le retannage, la teinture et la nourriture : le cuir est retravaillé suivant son utilisation finale : tenue, densité, couleur et souplesse sont ajustées ;
- un essorage ou mise au vent, qui permet d'avoir des cuirs plats ;
- un séchage, étape pour obtenir un cuir sec ;
- le palisson, qui permet d'assouplir les cuirs.

## Métallurgie
Le corroyage consiste en un martelage du métal au pilon, au marteau ou à la presse, de manière à améliorer ses caractéristiques mécaniques, après l'affinage. Il provoque un resserrement du métal et une orientation des cristaux par l'action d'un travail de déformation dans une ou plusieurs directions privilégiées.
Le corroyage est effectué à chaud, à température modérée ou à température ambiante, et permet par déformation appropriée d'obtenir des produits ou demi-produits à la forme désirée : bloc, tôle, barre, fil, profilé. Les déformations par corroyage sont réalisées par des procédés de transformation tels que le forgeage, le laminage, le filage, le matriçage. Il ne faut pas confondre le corroyage avec l'écrouissage, destiné à modifier localement l'état structural d'un métal et qui s'effectue à température ambiante ou modérée sur un demi-produit.
Le corroyage se mesure par un coefficient (taux de corroyage) qui est le rapport de la section de départ du lingot à la section de l'ébauche obtenue. Il indique en fait l'importance du travail de déformation effectué.
Les aciers corroyés présentent un taux de corroyage égal au rapport entre la section avant déformation et la section après déformation. Le taux de corroyage peut être différent suivant le sens travers et le sens long du profilé obtenu : de ce fait, les caractéristiques mécaniques peuvent présenter une relative anisotropie.
La réduction de section après corroyage peut être importante. Les codes de construction requièrent généralement un taux de corroyage minimal de 3. Cependant, des taux de 14 ne sont pas exceptionnels.[réf. nécessaire]

## Menuiserie
Le corroyage du bois est un ensemble d'opérations de menuiserie qui consistent à obtenir un morceau de bois massif dont les quatre faces sur la longueur sont systématiquement planes et parallèles ou perpendiculaires. Ces opérations sont nécessaires avant la mise en œuvre d’usinages demandant la présence d’une ou plusieurs faces de référence planes, perpendiculaires ou parallèles (par exemple délignage, tronçonnage, mouluration).
Le bois est, par nature, une matière irrégulière soumise à de fortes tensions internes. Ces tensions, exacerbées par la présence d’irrégularités internes comme des nœuds, et influencées par les conditions externes de température et d’hygrométrie, amènent le bois à fortement se déformer, et ce même plusieurs siècles après son abattage. Le corroyage doit donc être opéré peu de temps avant les usinages, en gardant entre le corroyage et les usinages une stabilité aussi grande que possible des conditions de température et d’hygrométrie. Dès lors qu’un temps trop important s’écoule ou que ces conditions externes changent fortement, un bois initialement corroyé va inexorablement perdre sa planéité (on dit qu’il est « gauche »), et il devra subir un nouveau corroyage (et donc réduire en dimensions). Le bois le moins sensible aux déformations est le bois dit de « quartier », sans nœuds.
Le préalable au corroyage est le séchage du bois et son pré-débit à des dimensions proches des dimensions finales souhaitées, par exemple à l’aide d’une scie à ruban, ou d’une scie circulaire stationnaire ou portative. La surcote de longueur, largeur et épaisseur, par rapport aux dimensions finies souhaitées après corroyage, dépend de la planéité initiale du bois, et de son risque de déformation. En effet, pendant le séchage du bois, puis à la suite du pré-débit, les tensions internes du bois vont se rééquilibrer, et déformer le bois. C’est pour cette raison qu’il est préférable de mettre en œuvre des bois secs (inférieur à 15% d’humidité), et de laisser le bois reposer plusieurs heures (par exemple une nuit) entre le pré-débit et le corroyage.
Le corroyage s’effectue typiquement en quatre étapes, dans cet ordre :
1. Le dégauchissage d’une face, permettant d’obtenir une première surface plane ;
2. Le dégauchissage d’un chant, permettant d’obtenir une deuxième surface plane, perpendiculaire à la face dégauchie ;
3. Le rabotage du deuxième chant, permettant d’obtenir une troisième surface plane, parallèle au chant dégauchi et donc perpendiculaire à la face dégauchie ;
4. Le rabotage de la deuxième face, permettant d’obtenir une quatrième surface plane, parallèle à la face dégauchie et donc perpendiculaire aux deux chants.

Une face dégauchie ou rabotée est aussi parfois dite « blanchie », peut-être car une surface de bois fraîchement usinée est souvent beaucoup plus claire qu’une surface de bois venant de la scierie, qui a pendant son séchage été exposée longtemps à la lumière et aux éléments.
Historiquement effectué à la varlope, le corroyage s’effectue aujourd’hui à l’aide d’une dégauchisseuse et d’une raboteuse (parfois combinées dans le même outil), permettant toutes deux d’enlever du bois le long d’un plan par passes successives de quelques millimètres. La dégauchisseuse permet d’assurer la perpendicularité entre la surface dégauchie et une surface de référence, et la raboteuse permet d’assurer le parallélisme entre la surface rabotée et une surface de référence.
L’industrie utilise aussi une corroyeuse quatre faces, permettant d’obtenir quatre faces perpendiculaires et parallèles en une seule passe, mais sans garantie stricte sur leur rigoureuse planéité. Le bois obtenu, souvent légèrement cintré, peut dès lors être utilisé dans la mesure où :
- les machines mises en œuvre par la suite ne sont pas contraintes par ce cintrage, ou sont en capacité le redresser le bois le long d’un guide le temps de l’usinage (par exemple moulure à la toupie avec un entraîneur) ;
- les assemblages prévus permettent de redresser et de contraindre le bois (par exemple en charpente).